# 债务型通货紧缩
债务型通货紧缩（简称债务通缩）是一个经济学理论，认为经济衰退和萧条是由于通货紧缩，使债务佔整体水平的实际值上升，导致人们拖欠其消费贷款和抵押贷款，還不起錢。由于违约和抵押品价值的下降，银行资产又缩水，导致银行出现大量资不抵债、進而减少放贷，导致社會支出也减少，經濟循環下滑的衰退。
该理论是欧文·费雪在1929年華爾街股災及随后的大萧条之后提出的。在费雪讨论债务型通货紧缩理论之前，约翰·梅纳德·凯恩斯也对此熟知，但和他后来的流动性偏好理论相比，他认为债务通缩理论有缺陷。20世纪80年代起，无论是主流经济学，还是非主流的后凯恩斯学派，都重新对该理论产生兴趣；该理论随后被海曼·明斯基等后凯恩斯主义经济学家和主流经济学家本·伯南克进一步发展。

## 费雪的阐述（1933）
在费雪提出的债务通缩中，当债务泡沫破裂时，会发生以下一系列事件：
相应地，假设在某个时间点上存在过度负债的状况，这将通过债务人或债权人或两者兼有的警报而导致清算。然后，我们可以推断出后果链条中的9个环节：
1. 债务清算导致廉价抛售并导致
2. 随着银行贷款的偿清，存款货币收缩，且流通速度减慢。廉价抛售导致的存款及其流动性紧缩导致
3. 价格水平下降，换言之就是美元膨胀。假设如上所述，价格下跌不会受到通貨再膨脹或其他因素的干扰，则必有
4. 公司净值进一步下跌，加剧破产和
5. 利润下降，在一个“资本主义的”（即私有利润社会）中，导致人们担心正在亏损的企业会
6. 减少产量、贸易和雇佣劳动力。这些损失、破产和失业导致
7. 悲观情绪和信心丧失，进而导致
8. 囤积并进一步减慢流通速度
以上八种变化导致
9. 复杂的利率波动，特别是名义利率或货币利率下降以及实际利率或商品利率上升。——(Fisher 1933)

### 否定先前的假设
在提出债务通货紧缩理论之前，费雪赞成当时流行且仍是主流的一般均衡理论。为了将其应用于金融市场，该金融市场涉及以债务形式进行的跨时间的交易（现在拿钱以换取将来的东西），他做出了另外两个假设：
(A) 必须市场出清，且每个时间间隔都出清。
(B) 必须偿还债务。(Fisher 1930，p.495)
鉴于大萧条的经验，他拒绝了均衡理论，并指出实际上债务也可能不被偿付，而是违约：
假设在任何一段长时期内，经济组织或其任何部分的变量将“保持不变”，处于完美的平衡状态，就像假设大西洋可能没有波浪一样荒唐。——(Fisher 1933，p. 339)
更进一步，他拒绝了认为过度自信，而非由此产生的债务，是造成大萧条的重要因素的观点：
我想，过度自信很少造成任何重大伤害，除非它诱使受害者承担债务（如果会的话）。——(Fisher 1933，p. 339)
值得一提的是，这句话、他的理论的发展，以及债务在其中所起的核心作用的背景是，费雪本人因在崩盘前过分自信地用保证金购买股票，导致债台高筑，结果破产了。
其他债务通货紧缩理论没有假定必须偿还债务，它们考虑了违约、破产和丧失抵押品赎回权在现代经济中所起的作用。

### 主流对其的兴趣
最初，费雪的成就在很大程度上被忽略了，人们更关注凯恩斯的成就。
在随后的几十年中，主流学派偶尔有人提到债务导致的通货紧缩螺旋，例如1954年約翰·加爾布雷斯写的《1929年大崩盘》（The Great Crash, 1929），而信贷周期偶尔被认为是第二次世界大战后经济周期的主要原因(Eckstein & Sinai 1990)，但私人债务仍在主流宏观经济模型中缺席。
詹姆斯·托宾引用了费雪来佐证其经济不稳定理论。
债务通缩理论自1930年代以来就得到了研究，但在很大程度上仍被新古典经济学家所忽略，直到最近才开始引起人们的兴趣，不过它在美国媒体中仍处于边缘地位。

## 本·伯南克（1995）
本·伯南克描述了费雪的债务紧缩在学术经济学中缺乏影响力的状况（Bernanke (1995，p. 17)）：
费雪的想法在学术界的影响力较小，因为有人反驳说债务紧缩只不过是从一个群体（债务人）到另一群体（债权人）的再分配。有人认为，各群体之间的边际支出倾向没有太大的差异，纯再分配不应有重大的宏观经济影响。
在米尔顿·弗里德曼和安娜·施瓦茨的货币假说以及欧文·费雪的债务通缩假说的基础上，伯南克提出了另一种金融危机影响产出的模式。他基于费雪的论点，即价格水平和名义收入的急剧下降导致实际债务负担增加，进而导致债务人破产，从而导致總需求下降和价格水平进一步下降，进而导致债务通缩螺旋。伯南克认为，价格水平的小幅下降只是将财富从债务人重新分配给债权人，而不会损害经济。但当通货紧缩严重时，资产价格下跌以及债务人破产导致银行资产负债表上的资产名义价值下降。银行将以收紧信贷条件来应对。反过来，这会导致信贷紧缩，严重损害经济。信贷紧缩会降低投资和消费，导致总需求下降，这进一步加剧通货紧缩的螺旋。

## 后凯恩斯主义解释
债务通货紧缩在后凯恩斯学派得到了很大的研究和发展。
海曼·明斯基于1980年代提出的金融不稳定假说补充了费雪的理论，对信贷泡沫如何形成进行了解释：金融不稳定假说解释了泡沫如何形成，而债务通缩则说明了泡沫如何破裂以及由此产生的经济影响。后凯恩斯主义经济学家史蒂夫·基恩提出了债务通缩的数学模型。

## 解决方案
费雪认为解决债务通缩的方法是通货再膨胀——价格回到通缩前的水平——其次是价格稳定，它能打破债务通缩的“恶性循环”。在没有通货再膨脹的情况下，他预测一切只会在“不必要的和残酷的破产、失业和饥饿”之后结束，随后将是“新的一系列繁荣-萧条”：
除非出现一些抵消因素来防止价格水平下降，否则像1929-33年那样的大萧条（即债务人支付的越多，他们欠的越多）往往会持续多年，并以恶性循环的方式加深。船在倾覆之前是不会停止倾斜的。当然，债务最终必定，但只有在几乎普遍的破产之后，必定停止大幅增长，开始缓慢增长。然后是复苏和新的一系列繁荣-萧条的趋势。这就是通过不必要和残酷的破产、失业和饥饿来走出萧条的所谓的“自然”方式。
另一方面，如果上述分析是正确的，那么只要将通过通货再膨胀使价格水平抬高到未偿债务由现有债务人签定时的平均水平，使之由现有债权人承担，然后保持这一水平不变，就总能在经济上停止或防止这种萧条。
后来的评论者通常不认为仅通货再膨胀是足够的，他们提出的解决方案主要有两种：债务减免——特别是通过通货膨胀——和财政刺激。
继海曼·明斯基后，有些人认为在泡沫高处承担的债务根本无法偿还——它们是基于资产价格上涨的假设，而不是稳定的资产价格：即所谓的“庞氏企业（Ponzi Units）”。此类债务无法在稳定价格的环境中（更不用说在通货紧缩的环境中）偿还，而必须违约、免除或重组。
广泛的债务减免要么需要政府采取行动，要么需要每个债务人和债权人之间进行个别谈判，因此在政治上存在争议或需要大量的劳动。债务减免的一种直接方法是通货膨胀，它减少了实际债务负担，因为债务通常按名义计价：如果工资和价格翻番，但债务保持不变，债务水平就会下降一半。債務占GDP的比例越高，通货膨胀的影响越明显：占比为50％时，一年10%的通货膨胀率将使该比例降低约{\displaystyle 50\%\times 10\%=5\%}，降至45％，而占比为300％时，一年10%的通货膨胀将比例降低约{\displaystyle 300\%\times 10\%=30\%}，降至270％。就外汇，特别是主权债务而言，通货膨胀相当于貨幣貶值。通货膨胀导致从债权人到债务人的财富转移，因为债权人没有实际偿还预期的那么多，因此该解决方案广受批评，且政治上有争议。
在凯恩斯主义传统中，有人建议，由私人债务下降引起的總需求下降至少可以通过公共债务的增长来弥补，即“将私人债务转换成政府债务”，或更具有形象地说，是以政府信贷泡沫取代私人信贷泡沫。事实上，有人认为这正是凯恩斯主义经济学在萧条中事实上的运作的机制——“财政刺激”就表示政府债务增长，刺激总需求。考虑到这需要的政府债务增长水平，一些债务通缩理论的支持者（例如史蒂夫·基恩）对凯恩斯主义的这些建议持悲观态度。
鉴于债务减免方面存在政治上的困难，而其他行动方案又无效，债务通缩的支持者要么对解决方案持悲观态度，预计经济衰退可能会持续数十年，要么认为私人债务减免（以及相关的公共债务减免——事实上的拒付主权债务）将由长期的通货膨胀达成。

## 经验支持和现代主流经济学的关注

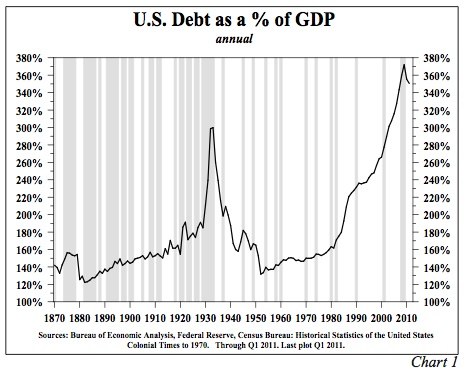
美国债务占GDP的百分比

多项研究证明，费雪和伯南克提出的债务通缩假说的有效性得到了充分的经验支持，特别是在大萧条背景下。第二次世界大战后的经济活动对伯南克传播机制的经验支持较弱。
1980年代和1990年代，学术界对债务通缩产生了新的兴趣；到了2007-2010年金融危机以及随后的大衰退，人们对债务通缩又产生了新一轮的关注。
迪帕克·拉尔在2008年写道：“伯南克确信不会发生第二次费雪式债务通缩。但是，过去和现在的美国当局都未能充分恢复过度杠杆化的银行、公司和家庭的资产负债表。”2007年至2008年金融危机后，珍妮特·耶倫在演讲中承认了明斯基对理解信贷泡沫如何出现、破裂和导致通缩资产出售的贡献。她描述了在消费者减少支出以偿还债务的同时资产负债表去杠杆化过程的过程。同样地，查尔斯·J·沃伦（Charles J. Whalen）在2011年引用明斯基的话写道：“全球经济最近经历了一次经典的明斯基危机——一场周期性和制度性（结构性）方面相互交织的危机。”
肯尼斯·罗格夫和卡门·莱因哈特自2009年以来发表的著作解释了近代和整个历史中金融崩溃的根源，其中尤其着重于债务负担的概念。